# Ташкалмашево
Ташкалмашево (баш. Ташкалмаш) — село в Чекмагушевском районе Республики Башкортостан Российской Федерации. Входит в состав Башировского сельсовета.

## География

### Географическое положение
Расстояние до:
- районного центра (Чекмагуш): 20 км,
- центра сельсовета (Старобаширово): 9 км,
- ближайшей ж/д станции (Уфа): 90 км.

## Население
| 2002 | 2009 | 2010 |
| ---- | ---- | ---- |
| 291  | ↘255 | ↘240 |

Национальный состав
Согласно переписи 2002 года, преобладающие национальности — татары (61 %), башкиры (38 %).